# Schaqqa
Schaqqa oder Schakka (arabisch شقا Shaqqa, DMG Šaqqā, auch Shaqqah oder Shakka, französisch Chaqqa, griech. Sakkaia, Maximianopolis, als Titularbistum Maximianopolis in Arabia) ist eine Ortschaft in Syrien im Gouvernement as-Suwaida, rund 25 km nordöstlich von der Hauptstadt as-Suwaida des gleichnamigen Gouvernements abseits der Straße nach Damaskus gelegen. Schaqqa hat heute rund 8000 Einwohner, überwiegend Drusen, die im 18./19. Jahrhundert aus dem Libanon zugewandert sind.
In römischer und frühbyzantinischer Zeit war Schaqqa bzw. Sakkaia Maximianopolis eine vergleichsweise bedeutendere Stadt (Polis), die von den Römern zur Colonia mit eigener Verwaltung erhoben wurde und über eine eigene, mit dem Jahr 286, dem Jahr der Kaiserakklamation Maximians, beginnende Jahreszählung verfügte. Inschriftlich ist ein Tempel für Zeus Megistos belegt, und eine weitere Inschrift mit einem Epigramm auf den Philosophen Proklos zeugt von örtlicher literarischer Kultur. Als bedeutendes Bauwerk aus römischer Zeit ist in der Lage des ehemaligen Hauptplatzes die heute al-Kaisariye genannte Ruine eines Gebäudes erhalten, das aufgrund seiner Größe nicht als gewöhnliches Wohnhaus, sondern als palastähnlicher Repräsentationsbau zu deuten ist.
In christlicher Zeit war Sakkaia Sitz eines Bischofs, so zuerst 451 belegt durch die Teilnahme eines Serenus episcopus Maximianopulis am Konzil von Chalcedon. Als örtliche Kirchen nennen Inschriften im Jahr 594 ein von einem örtlichen Bischof namens Tiberinus errichtetes Martyrion (Reliquienkammer) des Hl. Georg und weiterer Märtyrer sowie im Jahr 596 ein Martyrion des Hl. Theodor. Baulich teilweise erhalten ist eine Basilika, deren älteste Anlage nicht sicher datiert ist und möglicherweise ein nachträglich für den christlichen Kultus umgebautes antikes Kult- oder Gerichtsgebäude war. Die Basilika ist zu weniger als einem Drittel erhalten, ein Teil des ehemaligen Seitenschiffs wird heute von den Drusen als Kultraum genutzt, andere Teile des Gebäudes dienen als Stall und Lagerraum.